# Mythicomyia brevivena
Mythicomyia brevivena is een vliegensoort uit de familie van de Mythicomyiidae. De wetenschappelijke naam van de soort is voor het eerst geldig gepubliceerd in 1986 door Tabet.